# Balsas
Balsas là một đô thị thuộc bang Maranhão, Brasil. Đô thị này có diện tích 13141,637 km², dân số năm 2007 là 78798 người, mật độ 6 người/km².